# Selma Bargach
Selma Bargach est une cinéaste marocaine née le 13 mai 1966 à Casablanca. 

## Biographie
Née à Casablanca, Selma Bargach étudie l'art et le cinéma, notamment à la Sorbonne à Paris. 
Elle réalise de premiers courts-métrages en super 8.
Elle soutient un doctorat, avec une thèse sur le thème Le statut et le rôle de la femme dans le cinéma marocain, sous la direction de  Daniel Serceau.
De retour au Maroc, elle travaille comme assistante réalisatrice dans un premier temps. Elle devient également responsable audiovisuelle à la fondation de l'ONA. Elle reprend en parallèle la réalisation de courts métrages. Son premier long métrage, La cinquième corde,  sorti en 2011, est consacré au parcours d’un jeune musicien de luth. Il obtient le prix du meilleur son et une mention spéciale du jury au Festival national du film de Tanger. Il est également primé dans d'autres festivals, dont les festivals de Khouribga, sélectionné au festival du film de musique de Kicheon en Corée du Sud, du film arabe Fameck, du film arabe à Bruxelles et du Cinéalma à Carros en France. Son deuxième long-métrage, Indigo, est lui-aussi primé, à plusieurs reprises. Il reçoit en particulier le prix de la critique africaine Paulin Soumanon Vieyra au Festival panafricain du cinéma et de la télévision de Ouagadougou (Fespaco), et le prix du meilleur film africain lors de la 5e édition du Festival Mashariki du film africain de Kigali, ainsi que le Prix du meilleur rôle féminin à la 21e édition du Festival du cinéma africain de Khouribga. Il relate l’histoire d’une fillette de 13 ans, Nora, qui se sent abandonnée, et qui se réfugie dans le monde de la voyance pour échapper à la brutalité de son frère,,.

## Filmographie (extraits)

### Courts-métrages
- 1988-1991 : Les jardins de l’Islam, Regard, Psychose, Tentation, Des-voiles
- 2004 : Jamais plus, fiction, 10’
- 2005 : L’ascenseur, fiction, 23’

### Longs-métrages de fiction
- 2011 : La cinquième corde
- 2018 : Indigo